# 山本大
山本 大（やまもと たけし、1912年9月1日- 2001年8月19日）は、日本史学者。高知大学名誉教授。

## 来歴
高知県生まれ。1937年東京帝国大学文学部国史学科卒業。高知大学助教授、教授、1976年定年退官、名誉教授。
高知県の歴史を中心に研究した。

## 著書
- 『長宗我部元親』吉川弘文館　1960　人物叢書
- 『山内一豊』人物往来社　1966　日本の武将
- 『土佐中世史の研究』高知市立市民図書館　1967　市民叢書
- 『真説坂本竜馬』人物往来社　1968
- 『高知県の歴史』山川出版社　1970　県史シリーズ
- 『坂本竜馬』新人物往来社、1974
- 『土佐長宗我部氏』新人物往来社　1974　戦国史叢書
- 『近世土佐と民権思想』高知市民図書館　1976
- 『幕末の青春 坂本竜馬の生涯』高知市文化振興事業団　1993

## 共編著
- 『香川県の歴史』市原輝士共著　山川出版社　1971　県史シリーズ
- 『四国の風土と歴史』田中歳雄共著　山川出版社　1977　風土と歴史
- 『日本歴史要義』田中歳雄,大石直正共著　明玄書房　1977
- 『土佐史の諸問題』編　名著出版、1978　地方史研究叢書
- 『戦国大名家臣団事典』西国編　東国編　小和田哲男共編　新人物往来社　1981
- 『高知の研究』全8巻 編　清文堂出版、1982-89
- 『郷土史事典高知県』編　昌平社、1983
- 『戦国大名系譜人名事典』東国編　西国編 小和田哲男共編　新人物往来社　1985-86
- 『高知県の百年』福地惇共著　山川出版社　1987　県民100年史
- 『土佐の自由民権家列伝 異色の民権運動家群像』編　土佐出版社　1987
- 『坂本龍馬事典』小西四郎,江藤文夫,宮地佐一郎,広谷喜十郎共編　新人物往来社　1988
- 『長宗我部元親のすべて』編　新人物往来社　1989　「長宗我部元親 その謎と生涯」文庫
- 『高知県の教育史』千葉昌弘共著　思文閣出版　1990　都道府県教育史
- 『図説日本の歴史 39 図説高知県の歴史』責任編集　河出書房新社　1991
- 『山内容堂のすべて』編　新人物往来社　1994

## 参考
- (2000年死去は誤り）
- 読売新聞訃報